# Ploisy
Ploisy és un municipi francès situat al departament de l'Aisne i a la regió dels Alts de França. L'any 2007 tenia 86 habitants.

## Demografia

### Població
El 2007 la població de fet de Ploisy era de 86 persones. Hi havia 32 famílies de les quals 4 eren unipersonals (4 homes vivint sols), 12 parelles sense fills i 16 parelles amb fills.
La població ha evolucionat segons el següent gràfic:
Habitants censats

### Habitatges
El 2007 hi havia 33 habitatges, 31 eren l'habitatge principal de la família, 1 era una segona residència i 1 estava desocupat. Tots els 33 habitatges eren cases. Dels 31 habitatges principals, 20 estaven ocupats pels seus propietaris i 11 estaven llogats i ocupats pels llogaters; 5 tenien tres cambres, 9 en tenien quatre i 17 en tenien cinc o més. 23 habitatges disposaven pel capbaix d'una plaça de pàrquing. A 10 habitatges hi havia un automòbil i a 20 n'hi havia dos o més.

### Piràmide de població
La piràmide de població per edats i sexe el 2009 era:
| Homes | Edats   | Dones |
| ----- | ------- | ----- |
| 0     | 95 o +  | 0     |
| 0     | 90 a 94 | 0     |
| 0     | 85 a 89 | 0     |
| 0     | 80 a 84 | 0     |
| 0     | 75 a 79 | 0     |
| 0     | 70 a 74 | 0     |
| 8     | 65 a 69 | 0     |
| 0     | 60 a 64 | 4     |
| 8     | 55 a 59 | 4     |
| 0     | 50 a 54 | 8     |
| 0     | 45 a 49 | 4     |
| 8     | 40 a 44 | 0     |
| 4     | 35 a 39 | 8     |
| 0     | 30 a 34 | 0     |
| 4     | 25 a 29 | 4     |
| 0     | 20 a 24 | 4     |
| 8     | 15 a 19 | 4     |
| 4     | 10 a 14 | 0     |
| 0     | 5 a 9   | 4     |
| 0     | 0 a 4   | 0     |

## Economia
El 2007 la població en edat de treballar era de 55 persones, 34 eren actives i 21 eren inactives. De les 34 persones actives 33 estaven ocupades (18 homes i 15 dones) i 1 aturada (1 home). De les 21 persones inactives 7 estaven jubilades, 5 estaven estudiant i 9 estaven classificades com a «altres inactius».
Activitats econòmiques
Dels 5 establiments que hi havia el 2007, 1 era d'una empresa extractiva, 1 d'una empresa de fabricació d'altres productes industrials, 1 d'una empresa de construcció, 1 d'una empresa de comerç i reparació d'automòbils i 1 d'una empresa financera.

## Poblacions més properes
El següent diagrama mostra les poblacions més properes.